# Jallastare
Jallastare (Gracupica jalla) är en fågelart i familjen starar inom ordningen tättingar.

## Utbredning och systematik
Fågeln förekommer endast på Java, men är troligen utdöd i det vilda. Den betraktades tidigare som underart till svartvit stare (Gracupica contra), men urskiljs numera allmänt som egen art.

## Status
Jallastaren har nästan helt försvunnit de senaste decennierna till följd av fångst för burfågelhandeln. Den tros vara utdöd på Sumatra och på Java tros endast ett mycket litet bestånd finnas kvar i avslägna områden i centrala delen av ön. Det finns också en liten population på Bali som kan härröra från förrymda burfåglar. IUCN kategoriserar därför jallastaren som akut hotad (CR).